# Ållskog
Ållskog är ett naturreservat i Ystads kommun i Skåne län.
Området är naturskyddat sedan 2016 och är 80 hektar stort. Reservatet bildar tillsammans med reservaten Svartskylle och Skoghejdan av en stor naturbetesmark och som här bildar 20 dammar där grodor trivs.

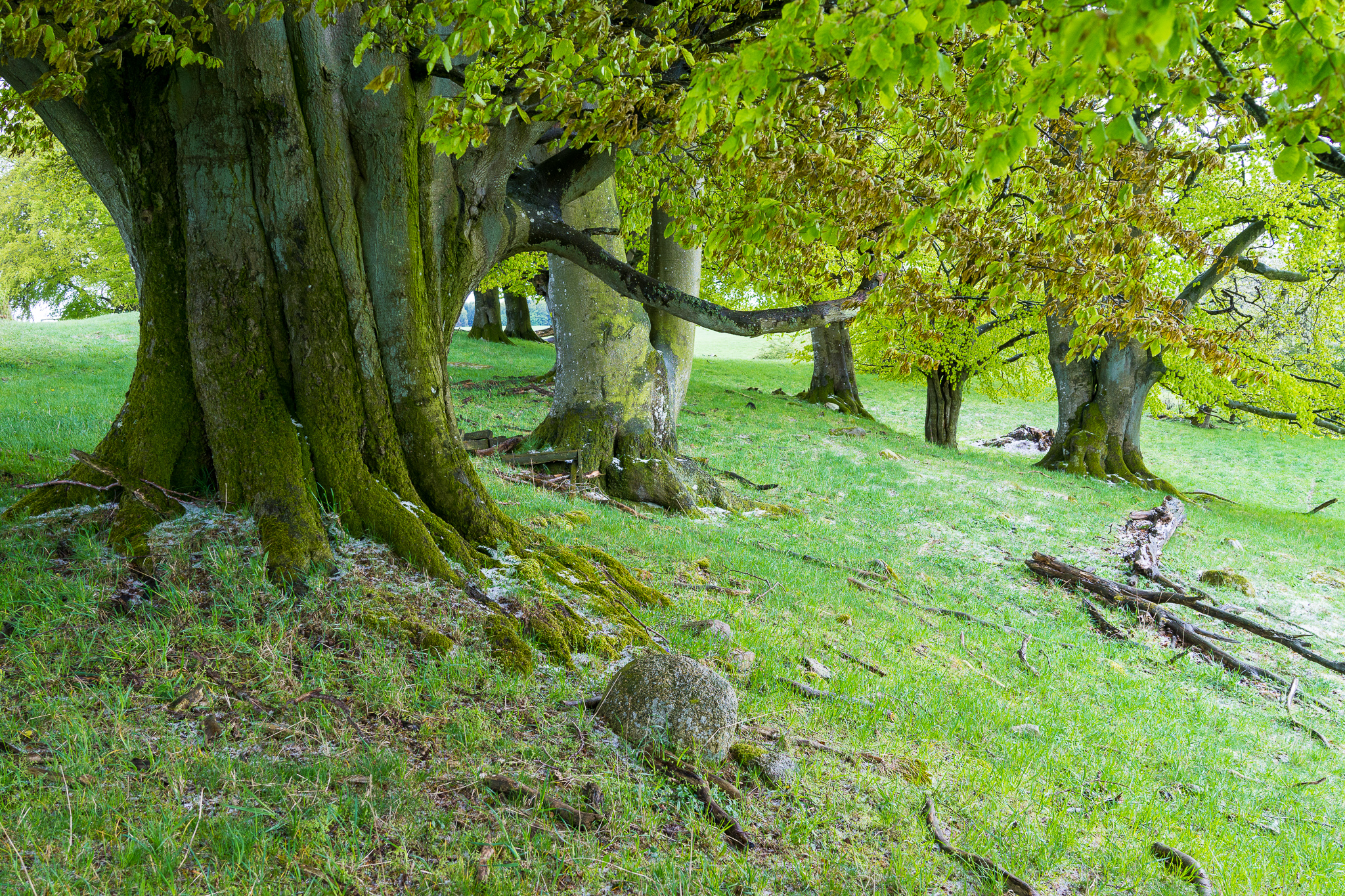
Gamla bokar i norra delen av Ållskog naturreservat